# Завойовники (трилогія)
Завойовники (англ. Conquerors') — трилогія науково-фантастичних романів американського письменника Тімоті Зана, видана між 1994 і 1996 роками.
Трилогія, у жанрі космічної опери, розгортається в майбутньому, розповідає про невдалий перший контакт, який призвів до міжзоряної війни між людством та інопланетною расою Жіррж (їх люди прозвали «Завойовниками»). Тим часом інші інопланетні раси намагаються скористатися конфліктом між двома державами.
Складається з романів:
- Гордість завойовників («Conquerors 'Pride», 1994)
- Спадщина завойовників («Conquerors 'Heritage», 1995)
- Вибір завойовників («Conquerors 'Legacy», 1996)

Перша і друга книги вийшли у твердій обкладинці, м’якій палітурці та на аудіокасетах, тоді як «Вибір завойовників» (книга 3) вийшла лише у твердій та м’якій палітурках.

## Гордість завойовників
«Гордість завойовників», опублікований у 1994 році, є першим романом із серії. Книга починається з вторгнення невідомих прибульців, які після жорстокої битви беруть в полон командира Фейлана Кавана. Пізніше Адам Квінн, за наказом лорда Стюарта Кавана, очолює команду елітних пілотів-винищувачів, щоб вирушити на небезпечну місію з порятунку командира Кавана.

## Спадщина завойовників
«Спадщина завойовників» , опублікована в 1995 році, є другою частиною трилогії. На відміну від першого роману, він розповідається від особи Жірржа.
У книзі Фейлан Кавана врятувався від своїх викрадачів. Невдовзі він вважає, що його єдина надія — переконати владу Жірржа, що люди не винні у війні. Тим часом його колишній викрадач Трр-гілаг бореться з ганьбою дозволу Кавані втекти; і поступово приходить до переконання, що його власний народ ослаблений своїми звичаями. Тут показано, що Жіррж зберігає психіку померлих як голографічних «Старійшин», і що травми, завдані їм радіопередачею, спровокували більшість їхніх міжзоряних воєн.

## Вибір завойовників
«Спадщина завойовників», опублікована в 1996 році, є третьою частиною трилогії, і розповідається з різних точок зору.
У романі лорд Стюарт Кавана шукає захист від запланованого нападу раси Жіррж. Люди з обох сторін війни виявляють її підвалини, трагічне непорозуміння, яке загрожує знищити обидві сторони.